# Desmond Jennings
Desmond Delane Jennings (né le 30 octobre 1986 à Birmingham, Alabama, États-Unis) est un joueur de champ extérieur des Rays de Tampa Bay de la Ligue majeure de baseball.

## Carrière
Desmond Jennings est repêché en 18e ronde par les Indians de Cleveland en 2005 mais ne signe pas avec l'équipe. Étudiant à l'Itawamba Community College à Fulton dans le Mississippi, il est drafté à nouveau en 2006, devenant cette fois un choix de 10e ronde des Devil Rays de Tampa Bay.
Jennings prend du galon dans le prolifique réseau de filiales des Rays. En 2010, le baseball majeur le classe sixième dans la liste des 50 meilleurs joueurs d'avenir évoluant en ligues mineures.

### Saison 2010
Il est rappelé des mineures en septembre 2010, alors que les formations des majeures augmentent leurs effectifs à 40 joueurs pour la fin du calendrier régulier. Il dispute son premier match avec les Rays le 1er septembre, patrouillant le champ droit face aux Blue Jays de Toronto. Il réussit son premier coup sûr dans les majeures au 4e de ses 17 matchs de la saison avec les Rays, le 11 septembre. Il s'agit d'un double comme frappeur suppléant opposé au lanceur Rommie Lewis des Blue Jays. Il joue pour la première fois en séries éliminatoires, faisant deux apparitions dans la Série de divisions entre les Rays et les Rangers du Texas. Il ne réussit pas de coup sûr mais une présence sur les buts se solde par un point marqué.

### Saison 2011
Rappelé des ligues mineures à la fin juillet 2011 après avoir amorcé l'année à Durham dans le Triple-A, Jennings joue 63 matchs des Rays et il frappe 10 circuits, récolte 25 points produits, en marque 64 et réussit 20 buts volés. Il frappe son premier circuit dans les majeures le 28 juillet aux dépens de Rich Harden des Athletics d'Oakland. Il se distingue en matchs d'après-saison malgré l'élimination pour la deuxième fois en deux ans des Rays en Série de divisions contre Texas. Il frappe deux circuits en solo dans la défaite de 4-3 de son club dans le troisième affrontement face aux Rangers.

### Saison 2012

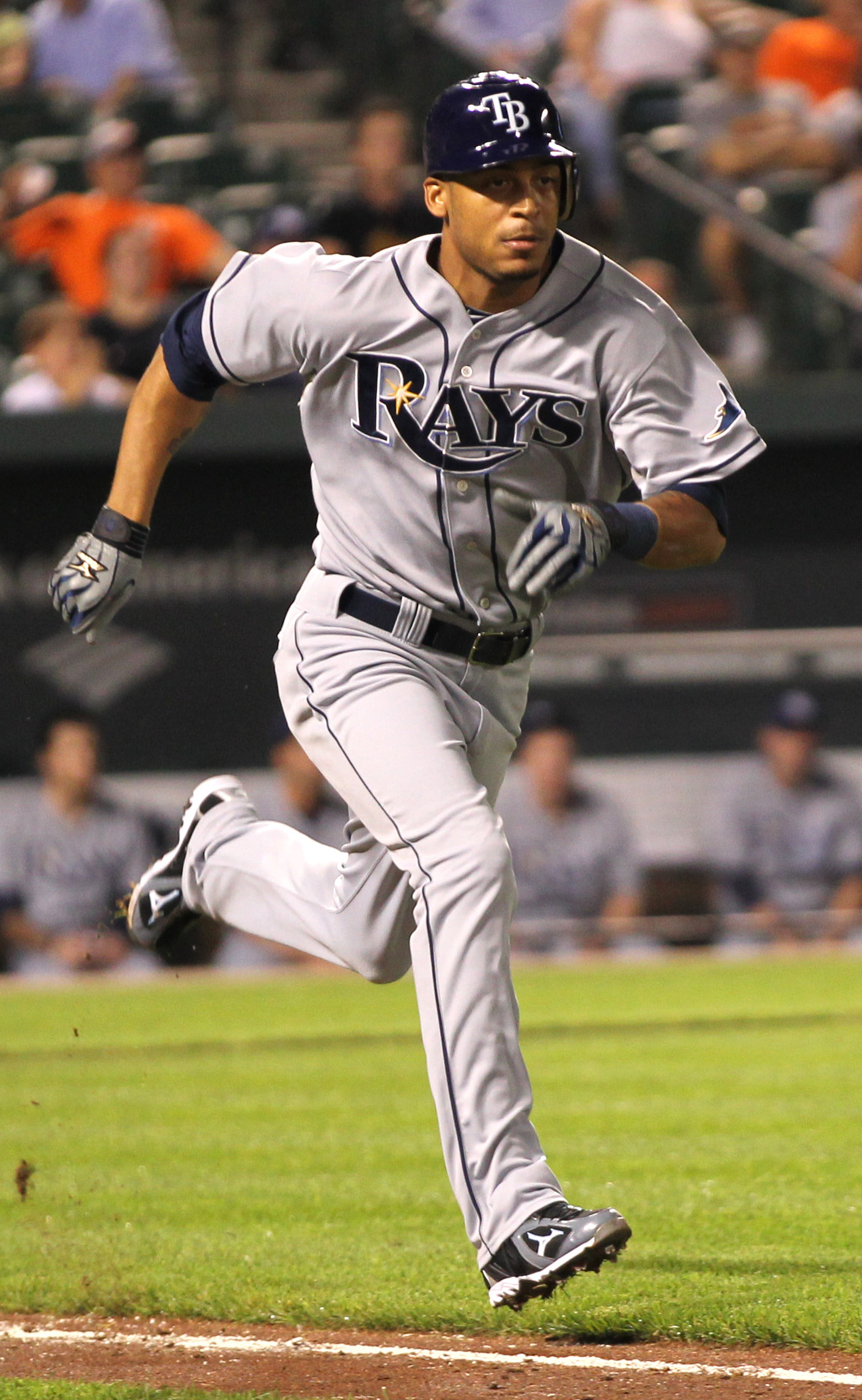
Desmond Jennings en 2011.

En 2012, Jennings frappe pour ,246 en 139 matchs avec 13 circuits, 7 triples, 85 points marqués et 47 points produits Avec 31 buts volés, son sommet en carrière, il se classe 6e de la Ligue américaine. De plus, il est 4e de cette ligue pour le taux de réussite en tentative de vol, alors qu'il n'est retiré que deux fois par les receveurs adverses durant toute la saison.

### Saison 2013
En 2013, il frappe pour ,252 en 139 parties jouées et réussit 20 vols de but en 28 essais. Il réussit des records personnels dans la plupart des catégories offensives : coups sûrs (133), doubles (31), circuits (14) et points produits (54). Il réussit 6 triples et marque 82 points, 3 de moins que l'année précédente. Le 2 octobre, les Rays remportent 4-0 le match de meilleur deuxième de la Ligue américaine pour éliminer les Indians de Cleveland, et Jennings produit la moitié des points de son équipe avec un double en 4e manche. Il réussit 3 coups sûrs, soutire 2 buts-sur-balles et vole un but en 4 matchs dans la Série de division où les Rays sont éliminés par les Red Sox de Boston.
Le 7 mai 2013, Jennings frappe une balle en flèche qui atteint à la tête le lanceur J. A. Happ des Blue Jays de Toronto. Ce dernier souffre d'une fracture du crâne mais se remet de l'accident, qui ébranle aussi Jennings. 

### Saison 2014
En 2014, Jennings dispute 123 matchs, frappe pour ,244 de moyenne au bâton avec 10 coups de circuits. Il vole 15 buts mais son pourcentage de présence sur les buts est à la baisse et à ,319 est presque aussi bas qu'en 2012.

### Saison 2015
En 2015, Jennings est limité à 28 matchs en raison de multiples problèmes au genou gauche, et un retour au jeu avorté est coupé court en septembre après une infection à une dent qui dégénère au point de nécessiter une intervention chirurgicale.
Même si ses performances à l'attaque n'égalent jamais celles de sa saison recrue en 2011 et qu'il ne remplit jamais les promesses à l'offensive, il demeure un joueur utile en défensive pour les Rays, entre autres grâce à sa vitesse.